# Басейн Южен полюс-Ейткън
Южен полюс-Ейткън е ударен кратер на повърхността на Луната. Диаметърът му е приблизително 2500 km, а дълбочината около 13 km. Това е най-големият познат ударен кратер не само на Луната, но и в цялата Слънчева система. Единственият доближаващ се по размери басейн е Хелас Плантия на Марс с диаметър 2100 km.
Наличието на огромен кратер на обратната страна на Луната е предположено още в началото на 1962 г. от снимките от сондите Луна 3 и Зонд 3. Едва в средата на 60-те години на 20 век след успешната програма Лунар Орбитър геолозите разбират колко голям е кратерът.